# Paristiopterus gallipavo
Paristiopterus gallipavo är en fiskart som beskrevs av Whitley, 1944. Paristiopterus gallipavo ingår i släktet Paristiopterus och familjen Pentacerotidae. Inga underarter finns listade i Catalogue of Life.